# Gauche et droite (politique)
Pour les articles homonymes, voir Gauche et droite et Droite et gauche.

Clivage gauche-droite contemporain classique,,.

En politique, le clivage gauche-droite est une manière de catégoriser les idéologies, les idées, les politiciens ou les partis selon leurs positions politiques et leurs valeurs. L'opposition entre la droite et la gauche structure fortement l'échiquier politique, bien qu'il existe aussi des partis se définissant comme centristes, ou qui revendiquent un dépassement du clivage.
La notion de gauche et celle de droite en politique est une construction progressive entre la fin du XVIIIe siècle et le début du XXe siècle. 
L'usage consiste à diviser les partis politiques en catégories générales qui formalisent une division bipartisane. Dans l'ensemble du champ politique, les forces politiques sont : l'extrême gauche, la gauche, la droite, le centre et l'extrême droite.
Il est difficile de trouver une définition du clivage qui fonctionne quels que soient le lieu et l'époque, celui-ci changeant avec le temps. Néanmoins, les partisans de gauche accordent généralement beaucoup d'importance aux idées de progressisme et d'égalité, là où la droite valorise la tradition, la hiérarchie ou le mérite.
La notion de gauche, comme celle de droite, ne possède pas un contenu idéologique fixe et a priori : par exemple, l'orléanisme est à gauche du légitimisme, et ce qui était à gauche à une époque se retrouve souvent à droite à une autre époque, ainsi le libéralisme est aujourd’hui généralement classé à droite, alors qu'il était classé à gauche du temps de Benjamin Constant.
Les notions de droite et de gauche étant détaillées dans des articles dédiés, cet article vise à parler de leur positionnement relatif.

## Signification du clivage
Deux valeurs fondamentales séparent la gauche de la droite d'un point de vue psychologique :
- La gauche prône le progressisme et le changement social, là où la droite est en faveur du conservatisme et des traditions.
- La gauche cherche à produire une société plus égalitaire, que cette égalité soit économique, politique, ou sociale. La droite va plutôt privilégier la hiérarchie et le mérite.

Ces deux valeurs sont liées du fait que les sociétés traditionnelles ont souvent été très hiérarchiques, et que les révolutions et demandes de progrès social sont souvent motivées par une envie d'égalité.
Il existe d'autres valeurs très importantes sur lesquelles les partis de droite et de gauche se divisent. Certaines d'entre elles sont liées aux deux valeurs précédentes, tandis que d'autres en sont plus éloignées :
- La droite prône les valeurs de liberté[10], de libéralisme économique (liberté d'entreprendre), de propriété privée, d'identité nationale[11], d'ordre, de sécurité, d'autorité, de justice (pénale)[12], ou de non-intervention de l'État dans l'économie
- La gauche favorise les valeurs de liberté[13],[14] (libertés fondamentales, libéralisme des mœurs[15]), de solidarité, d'insoumission, de tolérance, de justice (sociale)[12], de nationalisation des biens communs et des services publics, ou de planification de l'économie
- Les valeurs de travail, de justice et de liberté sont plus transversales, même si leur sens peut varier selon ceux qui l'utilisent : par exemple, dans le cas de la notion de Justice, la gauche invoque le plus souvent une notion de « Justice sociale », qui demande plus d'égalité, alors que la droite revendique une « Justice pénale », qui punit les criminels

Toutes ces valeurs fluctuent généralement dans l'espace et le temps, et il est compliqué de trouver une définition qui fonctionne quels que soient l'époque et le lieu. Par exemple, si la gauche était anticléricale et que la droite soutenait la religion catholique dans la France du XIXe siècle, cette fracture s'est atténuée, voire a disparu, avec le temps. Le nationalisme, un concept clairement de gauche sous la révolution française, est quant à lui passé à droite à la fin du XIXe siècle.
S'il existe des ressemblances entre certaines idéologies de droite et de gauche, les motivations poussant les individus à adhérer à la gauche ou à la droite ne sont généralement pas symétriques. Les croyances et opinions de chaque camp répondent à des besoins psychologiques différents. Les idéologies de droite offrent par exemple un sentiment d'ordre, de sécurité et de contrôle, et sont donc davantage choisies par les personnes percevant le monde comme dangereux et ayant une faible tolérance à l'incertitude.
Le clivage fut remis en cause à de nombreuses occasions au cours de l'histoire. De nombreux politiciens et partis proclament régulièrement son dépassement, au profit d'autres distinctions, comme l'opposition entre société ouverte et société fermée, entre mondialisme et souverainisme ou encore entre élitisme et populisme. D'autres considèrent au contraire que les notions de droite et de gauche sont toujours d'actualité, et que le concept permet toujours de bien comprendre la politique.
De nombreuses personnes ont influencé les deux familles politiques. La droite a comme influences Caton l'Ancien, François-René de Chateaubriand, Adolphe Thiers, Alexis de Tocqueville ou Raymond Poincaré. La gauche se reconnaîtrait davantage dans les Gracques, Robespierre, Karl Marx, Rosa Luxemburg ou Jean Jaurès.

## Histoire

### Origine
On considère traditionnellement que l'origine historique de ce clivage se trouve durant la Révolution française. Lors des débats d'août et septembre 1789, les députés favorables au maintien du pouvoir du roi se sont placés à la droite du président de l'assemblée et les partisans d'une limitation de ses pouvoirs, à sa gauche. Un député de la noblesse, Louis-Henri-Charles de Gauville, écrit dans ses mémoires :

« Le 29 [août], nous commencions à nous reconnaître : ceux qui étaient attachés à leur religion et au roi s'étaient cantonnés à la droite du président, afin d'éviter les cris, les propos, et les indécences qui se passaient dans la partie opposée. »

On retrouve toutefois des traces antérieures de son existence. Ainsi en Angleterre, dès 1672, les membres de la chambre des communes se plaçaient déjà à la droite ou à la gauche du roi.

### En France
Le clivage gauche-droite ne fut pas la seule manière de classer les politiciens. Déjà sous la convention, on vit d'autres groupes antagonistes émerger, comme les « montagnards » proches des tribunes du peuple, et la « Plaine ».
Le clivage entre droite et gauche s'ancre dans la vie parlementaire pendant la période de la Restauration. Ainsi, selon Marcel Gauchet, « la vraie naissance de la droite et de la gauche date de la Restauration ». D'un côté, à droite, les royalistes, contre-révolutionnaires et soutiens de la cause royale, de l'autre, à gauche, les libéraux, héritiers des Lumières, républicains et partisans d'une démocratisation du droit de vote,. Au milieu, le centre est composé de doctrinaires et d'Indépendants.
Le clivage va se perpétuer sous la monarchie de juillet, la deuxième république et le second empire. La gauche de l'époque regroupait alors les personnes en faveur d'une démocratisation du régime, celles en faveur d'une république, ainsi que les précurseurs des courants socialistes. La droite rassemblait les royalistes, qu'ils soient orléanistes, doctrinaires ou légitimistes. D'autres courants politiques, comme le bonapartisme, sont plus difficiles à classer, et sont considérés par les historiens soit comme centristes, soit comme de droite.
Sous la Troisième République, la gauche sera qualifiée de « parti du mouvement », et la droite de « parti de l'ordre ». À partir de cette époque, la république sera petit à petit acceptée par la droite. La vie politique se divisera donc de plus en plus sur la question de la religion. La gauche était alors en faveur de la laïcité, alors que la droite soutenait le catholicisme d'État. Lors de l'affaire Dreyfus, la droite va s'engager dans une campagne antidreyfusarde, là où la gauche va plutôt décider de défendre le capitaine.
L'usage des catégories de gauche et de droite était alors cantonné à la vie parlementaire ; il ne se diffuse massivement dans le langage courant qu'au début du XXe siècle, et s'y stabilise définitivement avec le Front populaire en 1936.
Le début du XXe siècle est aussi marqué par la montée en puissance du mouvement ouvrier. À partir de cette époque, les choix économiques priment sur les autres questions. Le clivage s'articule entre une gauche favorable à la question ouvrière, et une droite y étant plus réticente. Le parti radical socialiste, républicain, mais parfois hostile à l'« ouvrierisme », devient donc centriste, et la gauche est surtout composée de communistes, socialistes, et sociaux-démocrates.
La seconde guerre mondiale rebat les cartes, et affaiblit considérablement la droite. Lors de la quatrième république, le clivage se fait désormais entre une gauche incapable de jouer l'union, à cause d'un parti communiste puissant mais isolé par la guerre froide, et une droite tout aussi divisée, à cause des gaullistes refusant en bloc la constitution de la quatrième république.
Sous la cinquième république, le mode de scrutin favorise une bipolarisation de la vie politique, et renforce le clivage. La gauche est alors dominée par le Parti Socialiste, et la droite par le parti héritier du gaullisme. La présidentielle de 2017 a été marquée par l'effondrement des deux grands partis historiques.

### Dans les pays anglophones

#### EnGrande-Bretagne
Les termes « droite » et « gauche » ont été assez peu utilisés au Royaume-Uni, mais la distinction droite-gauche y fut quand même incarnée par les deux grands partis politiques. L'histoire du clivage britannique est ainsi empreinte d'un bipartisme qui laisse peu de place à d'autres formations politiques.
Le XVIIIe siècle vit l'émergence d'un clivage entre les Whigs, qui militaient contre l'absolutisme royal, et les Torys, qui défendaient l'aristocratie foncière. Celui-ci se perpétua dans un clivage entre le parti libéral de gauche, héritier des Whigs, et le parti conservateur de droite, héritier des Tories. Dans les années 1920s, le parti libéral fut rattrapé et marginalisé par le parti travailliste, qui devint le grand parti de gauche. Le parti conservateur n'eut lui aucune concurrence sérieuse à droite pendant ses deux siècles d'existence.
Contrairement au reste de l'Europe, en Grande-Bretagne, les libéraux furent considérés comme une force politique de gauche plutôt que de droite. Ceux-ci participèrent à étendre les libertés individuelles, à étendre les pouvoirs du parlement, et à construire un État-providence. Vers la fin du XXe siècle, des conservateurs comme Margaret Thatcher utilisèrent bien des théories économiques libérales, mais ces théories n'avaient rien à voir avec le libéralisme en tant que force politique organisée.
Selon le politiste Stein Rokkan, le modèle britannique a reposé tout le long de son histoire sur un antagonisme de classe entre un parti des possédants (incarné par la droite) et un parti des non-possédants (incarné par la gauche). Les autres clivages, comme celui entre l'Église et l'État ou celui entre le centre et la périphérie, découlent de ce clivage socio-économique.

#### AuxÉtats-Unis
La bipolarisation du pays oppose démocrates et républicains depuis le milieu du XIXe siècle. Il ne recouvre pas l'opposition gauche/droite comme traditionnellement comprise en Europe : défense des droits des citoyens autonomes et des communautés minoritaires solidaires d'un côté ; défense des valeurs WASP fédératives dominantes de l'autre. Pour plusieurs, il est périlleux, par exemple, de classer Abraham Lincoln à gauche ou à droite. De plus, le fait est que les doctrines des deux partis ont totalement changé depuis le XIXe siècle. Le parti démocrate passant d'un parti populiste, agrarien et conservateur à un parti devenant défenseur des minorités au cours du XXe siècle, tandis que le parti républicain, originellement industriel, protectionniste et méritocratique, se repliait sur un électorat traditionnel et rural à majorité protestante. De même, les républicains défendent aujourd’hui[Quand ?] la souveraineté des États fédérés, alors qu'ils étaient les plus grands partisans du fédéralisme deux cents ans plus tôt.

### En Russie (Empire russe, URSS, fédération de Russie)
On retrouve la même opposition terminologique et politique gauche/droite en Russie, et ceci bien avant l'« ouverture de la fenêtre vers l'Europe » de Pierre-le-Grand. En témoignent les expressions suivantes qui utilisent le mot Право - le Droit, la Justice.
- « наше дело правое » - « notre cause est juste » ;
- « мы правы » - « nous avons raison » ;
- « поправить » - « corriger » ;

Lors de la Perestroïka, le spectre politique ex-soviétique recourt à l'effet « miroir » : ainsi, les communistes orthodoxes sont considérés comme étant de « droite » et les néolibéraux (Nouveaux Russes) de « gauche ».

## Analyses et interprétations

### Évolution du clivage
L'axe gauche-droite dépend de la société et des regards que les citoyens portent sur celle-ci. Sa signification change donc au fur et à mesure que la société évolue, et les idées peuvent passer d'un camp à l'autre au fil des époques. Ce fut par exemple le cas du nationalisme, qui était de gauche lors de la révolution française avant de passer à droite à la fin du XIXe siècle, ou de la protection de l'environnement, qui fut un thème des ultraroyalistes avant d'être défendu par la gauche.
De la même façon, un politicien comme Georges Clemenceau, considéré comme d’extrême gauche en son temps sera, par ses propos sur la démocratie et son comportement nationaliste jacobin, vu comme de droite sur certains points au début du XXe siècle. Certaines figures comme Abraham Lincoln sont aujourd'hui revendiquées par la gauche (comme figure de l'anti-esclavagisme) et la droite (comme politicien prônant l'union nationale),,.
Selon Albert Thibaudet, la vie politique est sujette à ce qu'il appelle le sinistrisme, une « marche à gauche ». Les idéologies et partis les plus à gauche sont ainsi progressivement remplacés par des idéologies et partis plus radicaux qu'eux, ce qui les pousse vers la droite. Le parti radical, qui défendait le républicanisme, a été dépassé par la SFIO socialiste, avant que l'émergence du PCF communiste ne la pousse à son tour vers la droite.
Ce mouvement pousserait chaque parti à se déclarer comme plus de gauche qu'il ne l'est réellement. Les anciennes gauches refuseraient de se déclarer de droite même après que le clivage se soit décalé. L'Action libérale du début du XXe siècle regroupait par exemple principalement d'anciens royalistes plutôt que de véritables libéraux.

### Sociologie du clivage
Selon une enquête réalisée en France par Fondapol en octobre 2021, 37 % des personnes interrogées se situent à droite, 20 % à gauche, 18 % au centre et 23 % ne se positionnent pas à droite, à gauche ou au centre.

### Rapport avec le bien et le mal
Selon l'écrivain, de science-fiction, Norman Spinrad, le combat entre la droite et la gauche n'est pas un combat du bien contre le mal, mais un combat entre deux visions différentes et partiellement incompatibles du bien. La démocratie serait par exemple considérée comme « bien » du point de vue d'un occidental, mais « mal » du point de vue d'un fondamentaliste.

### Rapport à la liberté
Le président Emmanuel Macron considère que la différence entre la droite et la gauche repose sur deux valeurs : la gauche encenserait l'égalité là où la droite serait plutôt favorable à la liberté.
Néanmoins, selon l'historienne Michèle Riot Sarcey, on ne peut pas réduire la liberté à la droite ou à la gauche. Ainsi, si le libéralisme est un courant de droite basant sa philosophie sur la notion de liberté, des mouvements de gauche comme le féminisme ou l'antiracisme ont conduit à l'obtention de droits et de libertés pour certaines catégories défavorisées de la population. Selon elle, le libéralisme se concentrerait surtout sur une égalité en droit, là où une égalité en fait serait nécessaire.

### Bipolarisation
Dans de nombreux pays, on retrouve une tendance à la bipolarisation. Deux partis, généralement un de gauche et un de droite, se renforcent au cours du temps et finissent par dominer l'espace politique en formant un duopole. On passe alors d'une phase de multipartisme à une phase de bipartisme. En Europe, seuls quelques pays y échappent grâce à l'ancienneté et à la pluralité de leurs clivages historiques, ce qui permet à trois, voire quatre grands partis d'exister. On retrouve un bipartisme dans les cas suivants (le parti de droite est écrit en premier, celui de gauche en deuxième) :
- La France en 2007, avec un clivage entre l'Union pour un mouvement populaire et le Parti socialiste[47]
- Les États-Unis en 2020, entre le Parti républicain et le Parti démocrate[48]
- Le Royaume-Uni en 2005, entre le Parti conservateur et le Parti travailliste[47]
- L'Allemagne en 2005, entre les chrétiens-démocrates et les sociaux-démocrates[47]
- L'Australie en 2022, entre les libéraux et les travaillistes[49]
- Le Canada en 2019, entre les conservateurs et les libéraux[50]
- L'Espagne en 2004, entre le Parti populaire et le Parti socialiste ouvrier[47]
- Le Portugal en 2006, entre le Parti social-démocrate et le Parti socialiste[47]
- La Grèce en 2019, entre la Nouvelle Démocratie et le SYRIZA[51]

Selon le politologue Giovanni Sartori, deux conditions sont nécessaires pour qu'une logique bipartisane se développe. La première est qu’il doit exister une possibilité d’alternance, la seconde est qu’un parti puisse gouverner seul, c'est-à-dire qu’il puisse envisager d'obtenir la majorité des sièges parlementaires. Le bipartisme suppose également la disparition des partis antisystèmes, qui se marient mal avec la pratique régulière du pouvoir.
Il est à noter que, si le mode de scrutin affecte la tendance à la bipolarisation, il ne s'agit pas du seul facteur. L'histoire politique des pays joue par exemple tout autant.
Depuis les années 2010, l'émergence de certains partis extrémistes et populistes remet en question le bipartisme dans de nombreux pays européens. C'est par exemple le cas du Rassemblement National en France, ou de Podemos en Espagne.

### Atténuation du clivage
Certains auteurs avancent l'idée que ce n'est plus autour des valeurs portées par la gauche et la droite que le débat public clive en France.
Ainsi, dans son livre Le choix de Marianne, Pascal Perrineau théorise que les clivages d'hier sont peu à peu reformulés en des questions culturelles ou économiques. Le politologue et historien Gérard Grunberg abonde dans ce sens, soulignant qu'en Europe, « le clivage gauche-droite est désormais concurrencé par le clivage nationaux-européens ». Le journaliste Éric Dupin note que les citoyens « conservent des tropismes « de droite » ou « de gauche » qui trouvent de moins en moins de correspondants sur la scène publique ». Il ajoute : « Au sein même de la population, les réflexes idéologiques sont certes moins marqués qu’autrefois. L’essentiel reste toutefois que les différentes visions du monde et de la société ne parviennent plus à s’exprimer clairement dans le cadre de l’habituelle polarisation droite-gauche ».
Pour Thomas Guénolé, on assiste depuis la fin des années 2010 à une « quadripolarisation de la vie politique française » avec une superposition de deux clivages qui structurent le débat politique, qui reposent d'une part sur le rapport à la mondialisation et d’autre part sur les questions identitaires et le rapport aux minorités discriminées (notamment minorité musulmane et minorité LGBT). Quatre pôles sont ainsi constitués : « individualiste » (ouverture économique et ouverture culturelle), « altermondialiste » (protectionnisme et ouverture culturelle), « conservateur » (ouverture économique et fermeture culturelle) et « nationaliste » (protectionnisme et fermeture culturelle), représentés lors de l'élection présidentielle de 2017, respectivement par Emmanuel Macron, Jean-Luc Mélenchon, François Fillon et Marine Le Pen.
Selon l'enquête le Baromètre de la confiance politique réalisée par le Cevipof en 2018, 70% de la population française estime que ce clivage « ne veut plus dire grand-chose ». Toutefois, selon Bruno Cautrès, chercheur au CNRS et enseignant à Sciences Po, si à première vue, les données vont dans le sens d’une aspiration des Français interrogés à dépasser la dimension gauche-droite, lorsqu'on leur demande de se classer sur l’échelle gauche-droite une très large majorité se classe entre les notes de 0 à 10 même. Selon l'auteur : « On voit donc que l’expression majoritaire selon laquelle la droite et la gauche sont des notions dépassées ne dit en fait rien en elle-même : on peut, par exemple, faire le constat que ces notions sont moins significatives d’oppositions politiques que par le passé, tout en considérant qu’elles conservent des significations dans l’univers des valeurs politiques ou des orientations partisanes. Cela n’est nullement contradictoire et nous indique que l’appréciation portée par les Français sur le clivage gauche-droite dépend des angles et perspectives d’analyse. Il est par ailleurs tout à fait possible que la perception des notions de gauche et de droite comme dépassées exprime en fait la déception face à l’offre politique présentée par les partis politiques des deux familles »,.
Janine Mossuz-Lavau, dans son livre Le clivage droite gauche. Toute une histoire publié en 2020, montre que le clivage droite gauche est loin d’être dépassé et qu'il sera déterminant lors des prochaines consultations, et que l'erreur vient du fait que les commentateurs mélangent l'« offre » (ce que proposent les partis et personnalités politiques) et la « demande » (les électeurs). Les électeurs, qui constituent la « demande », s’appréhendent toujours en fonction de ces deux groupes politiques (moins de 9% seulement des personnes interrogées dans les grandes enquêtes du Cevipof ne se situent pas sur cet axe), tandis que ceux qui représentent « l’offre », le rejettent. Pour les électeurs, ce positionnement idéologique est un « marqueur profond de l’identité sociale d’un individu ». Selon qu’ils se disent de droite ou de gauche, « ils n’ont ni les mêmes opinions, ni les mêmes comportements ». Puisque les citoyens n’abandonnent pas les valeurs fondamentales et historiques de chacune des tendances politiques, ce serait donc à « l’offre » et non à la « demande » de modifier son expression,.

## Le clivage aujourd'hui

### En France
Cette section ne s'appuie pas, ou pas assez, sur des sources secondaires ou tertiaires indépendantes du sujet. Le texte peut contenir des analyses inexactes ou inédites de sources primaires.
Pour l'améliorer, ajoutez-en, ou placez des modèles {{Source secondaire souhaitée}} ou {{Source secondaire nécessaire}} sur les passages mal sourcés. (mars 2024)
Voici la liste des principaux partis français, ainsi que leur position sur le clivage gauche-droite selon le ministère de l'intérieur et des outremer. 

#### Extrême gauche
- Lutte ouvrière (Nathalie Arthaud)[61]
- Nouveau Parti anticapitaliste (Philippe Poutou)[61]

#### Gauche
- Parti communiste français (Fabien Roussel)[61],[62]

- Parti socialiste (Anne Hidalgo)[61]
- Les Écologistes (Yannick Jadot)[61]
- La France insoumise (Jean-Luc Mélenchon)[61],[62]

#### Centre
- Résistons (Jean Lassalle)
- Renaissance (Emmanuel Macron)

#### Droite
- Les Républicains (Valérie Pécresse)[61]
- Debout la France (Nicolas Dupont-Aignan)[61]

#### Extrême droite
- Rassemblement national (Marine Le Pen)[61],[62],[63]
- Reconquête (Éric Zemmour)[61]